# ليون دورهام
ليون دورهام (بالإنجليزية: Leon Durham)‏ هو لاعب كرة قاعدة أمريكي، ولد في 31 يوليو 1957 في سينسيناتي في الولايات المتحدة.

## وصلات خارجية
- ليون دورهام على موقع دوري كرة القاعدة الرئيسي (الإنجليزية)
- ليون دورهام على موقعبيزبول رفرنس.كوم (الدوري الرئيسي) (الإنجليزية)
- ليون دورهام على موقعبيزبول رفرنس.كوم (الدوري الثانوي) (الإنجليزية)
- ليون دورهام على موقع إي إس بي إن.كوم (أم.أل.بي) (الإنجليزية)
- ليون دورهام على موقع مشجعي الرسوم البيانية (الإنجليزية)